# Hypolycaena simplex
Hypolycaena simplex är en fjärilsart som beskrevs av Otto Staudinger 1891. Hypolycaena simplex ingår i släktet Hypolycaena och familjen juvelvingar. Inga underarter finns listade i Catalogue of Life.

## Bildgalleri

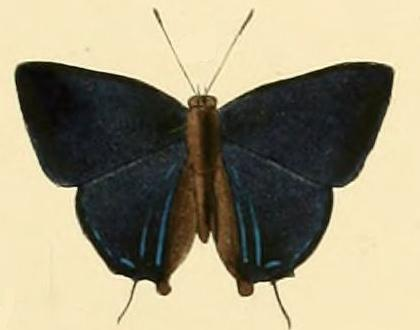